# Chilodes nigrosignata
Chilodes nigrosignata là một loài bướm đêm trong họ Noctuidae.